# قرار مجلس الأمن التابع للأمم المتحدة رقم 1351
قرار مجلس الأمن التابع للأمم المتحدة رقم 1351، الذي اعتمد بالإجماع في 30 مايو 2001، بعد النظر في تقرير الأمين العام كوفي أنان بشأن قوة الأمم المتحدة لمراقبة فض الاشتباك (أندوف) وإذ يعيد تأكيد القرار 1308 (2000)، مدد المجلس ولايتها لفترة ستة أشهر أخرى حتى 30 نوفمبر 2001.
ودعا القرار الأطراف المعنية إلى التنفيذ الفوري للقرار 338 (1973)، وطلب إلى الأمين العام أن يقدم تقريراً عن الحالة في نهاية تلك الفترة.
نصَّ تقرير الأمين العام عملاً بالقرار السابق بشأن القوة أن الوضع بين إسرائيل و‌سوريا ظل هادئاً دون وقوع حوادث خطيرة على الرغم من أن الحالة في الشرق الأوسط ككل لا تزال خطيرة إلى أن يتم التوصل إلى تسوية. ونوه إلى أن الطرفين قد تعاونا مع القوة وسلطا الضوء أيضاً على مخاطر حقول الألغام.

## وصلات خارجية
- النص الكامل للقرار على الموقع الرسمي للأمم المتحدة